# RE-BIRTH (SPYAIRの曲)
『RE-BIRTH』（リバース）は、Sony Music Associated RecordsからリリースされるSPYAIRの楽曲及び単独野外ライブ「JUST LIKE THIS 2023」での会場限定販売シングルである。

## 概要
前作『All I Need』より約2年ぶりの新曲となる「RE-BIRTH」は、7月7日にデジタルリリースされ、8月11日にこの楽曲を収録した会場限定CDをリリースする。
この楽曲は8月11日(祝・金)富士急ハイランド・コニファーフォレストで開催の単独野外ライブ『JUST LIKE THIS 2023』のテーマソングとして書き下ろされたもので、ニューボーカルYOSUKEを迎え入れて初の新曲となる今作は、作詞・作曲にYOSUKEも参加。
会場限定CDのカップリングには、「サムライハート (Some Like It Hot!!)」「My World」、「RAGE OF DUST」のニューバージョンが収録される。

## 収録曲
1. RE-BIRTH [4:19]
  - 単独野外ライブ「JUST LIKE THIS 2023」テーマソング
2. サムライハート(Some Like It Hot!!) - New Version - [3:22]
3. My World - New Version - [3:29]
4. RAGE OF DUST - New Version - [3:22]